# Christian von Platen-Hallermund
Christian-Gottlob Graf von Platen-Hallermund  (* 10. Januar 1900 auf Gut Kaden; † 13. November 1976 in Uetersen) war ein deutscher Graf und Klosterprobst zu Uetersen.

## Leben
Er war Mitglied des von der Insel Rügen stammenden alten pommerschen Adelsgeschlechts Platen-Hallermund und wurde 1954 als Nachfolger von Arved von Wedderkop zum Klosterpropst des Klosters Uetersen gewählt. Er war der Sohn von Georg Hans Julius Graf von Platen-Hallermund (* 7. November 1858 auf Gut Friederikenhof; † 9. Dezember 1927 auf Gut Kaden) und dessen Frau Rosalie geb. Gräfin von Moltke (* 6. Juni 1866 in Espejo, Provinz Córdoba; † 9. Oktober 1924 in Preetz). Seine Ehefrau war Gräfin Ilsa-Maria geb. Kelling (* 4. September 1920; † 5. April 1995). Aus dieser Ehe ging die Tochter Agnes-Isabell Gräfin von Platen Hallermund (* 1944) hervor.

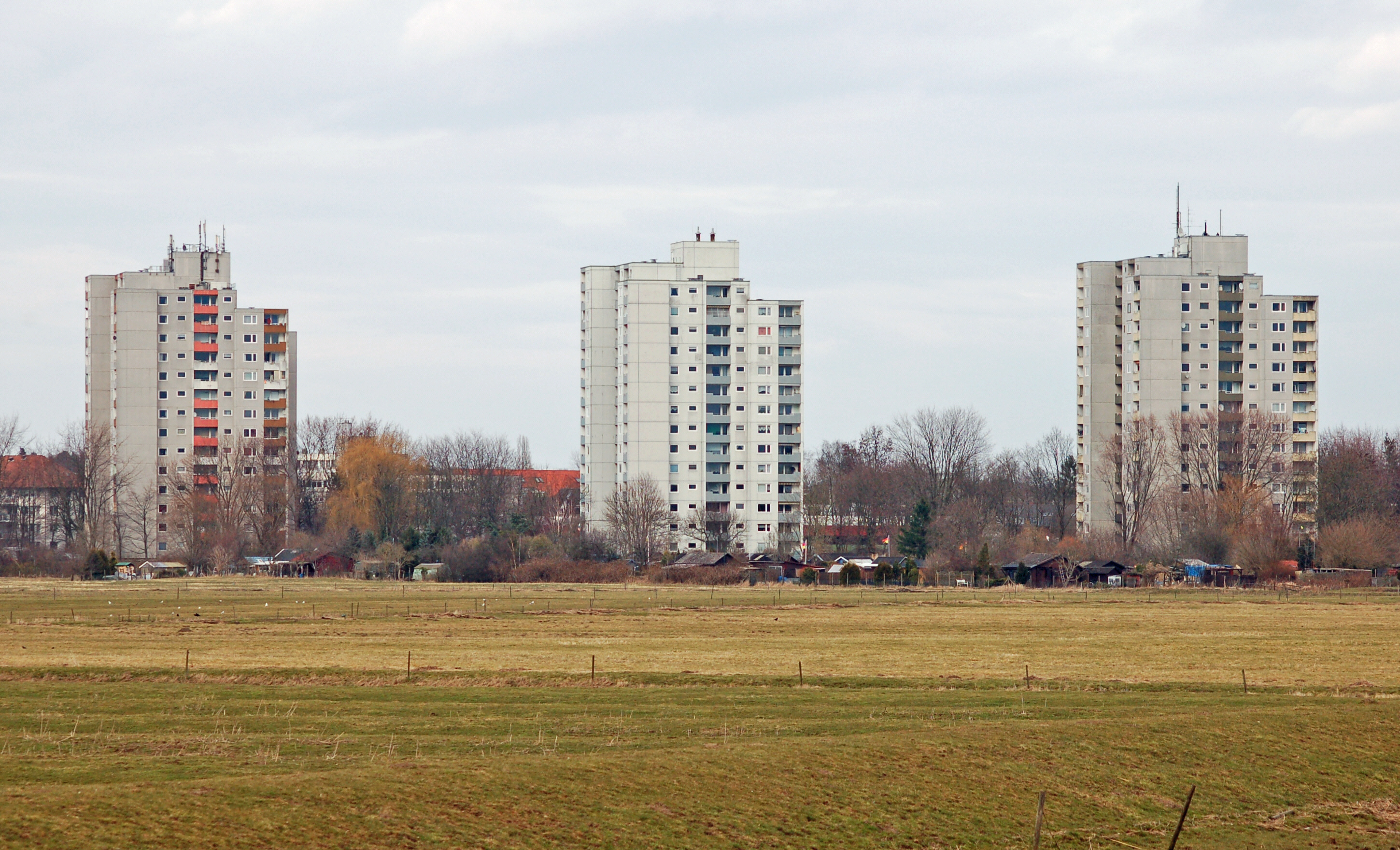
Die „Klosterkoppelhochhäuser“

Anfang der 1950er Jahre, während seiner Amtszeit, begann der wirtschaftliche Aufschwung Uetersens. Die Stadt benötigte dringend Wohnraum. 1966 bot die Neue Heimat der Stadt den Bau der drei „Klosterkoppelhochhäuser“ an der Klosterkoppel an. Von Platen-Hallermund verkaufte Teile der Klosterkoppelwiesen an die Neue Heimat. Den Erlös verwendete er zum Neubau eines Mehrfamilien-Miethauses im Klosterpark, dessen Gewinn durch Mieteinnahmen zum Erhalt der denkmalgeschützten Klostergebäude verwendet wurde.
Im März 2009 machten die „Klosterkoppelhochhäuser“ Schlagzeilen in den Medien. Seit 2006 hatte der neue Vermieter die Kosten für die Heizung, in Höhe von mehr als einer halben Million Euro, nicht an die E.ON Hanse weitergeleitet. Daraufhin wurde mehreren hundert Mietern eines Hochhauses an der Klosterkoppel das Gas abgedreht, sodass sie tagelang weder Heizung noch Warmwasser hatten. Erst als die Hamburger Sparkasse als Hauptgläubiger des Vermieters sich mit dem Energieversorgungsunternehmen einigte und eine Bürgschaft übernahm, wurde die Gasversorgung wieder aufgenommen. Wenig später wurden das betreffende und ein weiteres Hochhaus unter Zwangsverwaltung gestellt. Mitte 2010 sollten die Häuser versteigert werden, jedoch wurde der Termin für die Versteigerung mehrmals verschoben. Ende 2010 wurden die Häuser überraschenderweise durch die Hamburger Sparkasse an einen unbekannten Käufer veräußert, der Verkehrswert lag bei rund vier Millionen Euro.
Christian von Platen-Hallermund starb 1976 und fand seine letzte Ruhe zusammen mit seiner Gemahlin auf dem „Jungfernfriedhof“ des Klosters. Sein Nachfolger wurde Ernst-Günther Graf von Luckner.